# Traminda semicompleta
Traminda semicompleta là một loài bướm đêm trong họ Geometridae.